# 207

207(이백칠)은 206보다 크고 208보다 작은 자연수다.

## 수학
- 합성수로, 그 약수는 1, 3, 9, 23, 69, 207이다. 진약수의 합은 105이므로, 207은 부족수다.

## 과학
- NGC 207: 고래자리 방향에 있는 나선은하.

## 교통

### 철도
- 철도차량
  - 서일본 여객철도 207계 전동차
  - 일본국유철도 207계 전동차
- 철도역
  - 서울 지하철 2호선 상왕십리역의 역번호.
  - 부산 도시철도 2호선 민락역의 역번호.
  - 대구 도시철도 2호선은 207번 역이 없고, 216번부터 시작한다.

### 도로
- 일본 207번 국도(일본어판): 사가현 사가시에서 나가사키현 니시소노기군 도기쓰정까지 이어지는 일본의 국도.
- 현도 제207호선

## 문화유산
- 대한민국의 국보 제207호: 경주 천마총 장니 천마도
- 대한민국의 보물 제207호: 금강반야경소개현초 권4~5
- 대한민국의 사적 제207호: 남양주 홍릉과 유릉

## 방송
- 스카이라이프의 SBS 골프 채널 번호.
- B tv의 오르페오 채널 번호.
- U+ TV의 일본 공영 방송인 NHK WORLD JAPAN 채널 번호.
- LG헬로비전의 애니플러스 채널 번호.

## 스포츠
- 한국 프로 농구 인천 전자랜드 블랙슬래머의 서장훈 선수의 키가 207cm이다.
- 미국 대학 농구 팀 캘리포니아 공대가 1996년부터 2007년까지 207연패의 기록을 세웠다.

## 기타
- 날짜: 2월 7일
- 연도: 207년, 기원전 207년
- 미국 단위계의 7 액량 온스(7 US fl oz) {\displaystyle \approx } 207 mL